# Frankie Faison

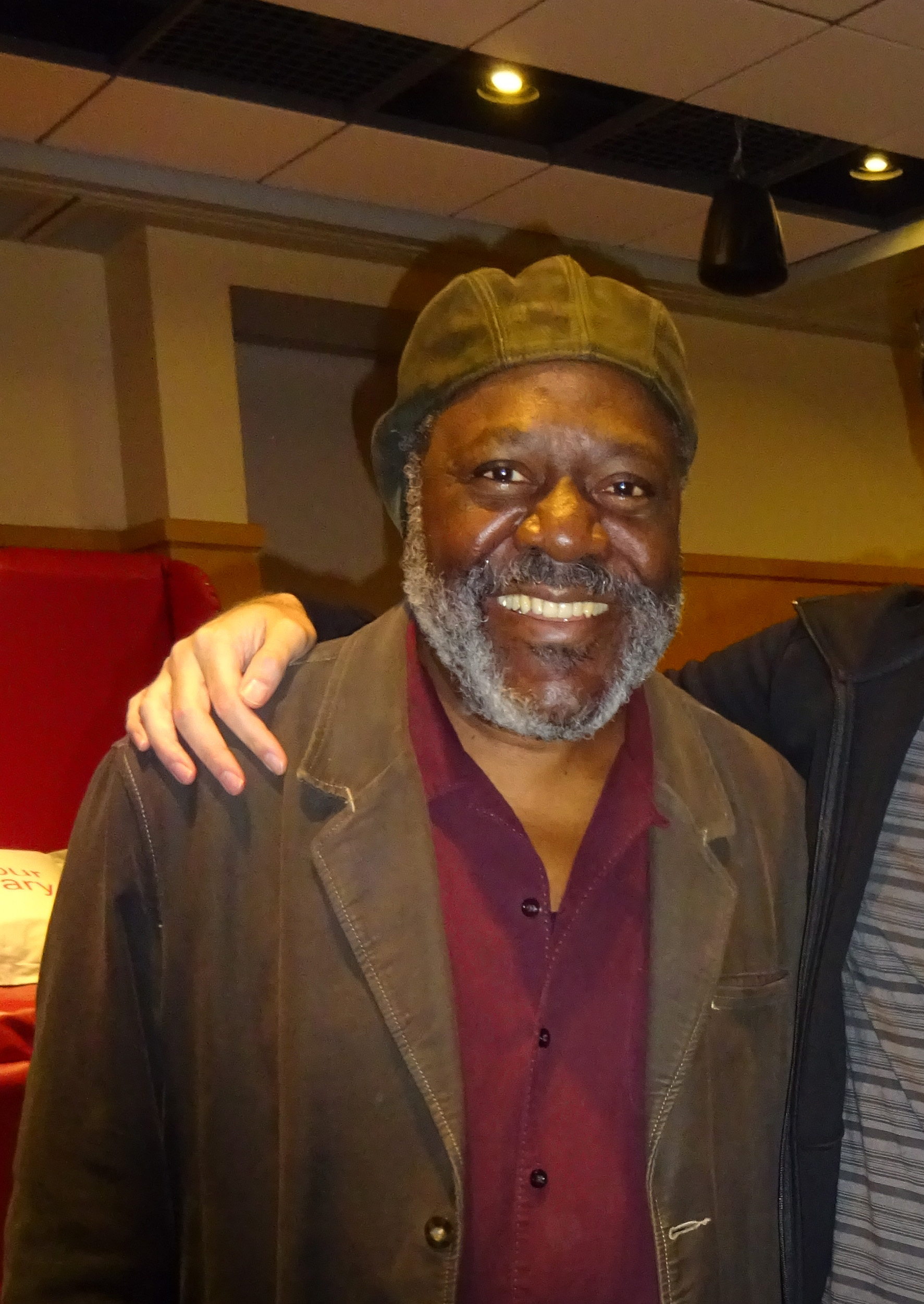
Frankie Faison (2016)

Frankie R. Faison (* 10. Juni 1949 in Newport News, Virginia) ist ein US-amerikanischer Schauspieler.

## Leben
Faison studierte Schauspiel an der Illinois Wesleyan University in Bloomington. Ab 1972 trat er am Theater auf. 1974 war er in der Reihe Great Performances in der für das Fernsehen inszenierten Theateraufführung von King Lear zu sehen. Für seine Rolle im Theaterstück Fences war er 1987 für einen Tony Award in der Kategorie Bester Nebendarsteller nominiert.
1982 hatte er in Paul Schraders Katzenmenschen seine erste größere Rolle in einem Kinofilm. 1986 war Faison in Blutmond und der Stephen-King-Verfilmung Rhea M – Es begann ohne Warnung zu sehen. In Der Prinz aus Zamunda übernahm er 1988 an der Seite von Eddie Murphy eine Rolle als Vermieter eines heruntergekommenen Apartments in New York City. Im gleichen Jahr hatte Faison eine Nebenrolle im Drama Mississippi Burning – Die Wurzel des Hasses als Redner bei einer Totenmesse. In Spike Lees Do the Right Thing spielte er den Coconut Sid, einer von drei arbeitslosen Freunden, die das Filmgeschehen wie ein griechischer Chor kommentieren.
Ab 1990 war er in 35 Folgen der Sitom Alles total normal – Die Bilderbuchfamilie als Familienvater einer interkulturellen Patchwork-Familie zu sehen. In der zweiten Staffel der Serie wurde seine Rolle mit Cleavon Little neu besetzt.
1991 verkörperte Faison in Jonathan Demmes Thriller Das Schweigen der Lämmer erstmals den Psychiatrie-Mitarbeiter Barney. Die gleiche Rolle spielte Faison in Hannibal (2001) und Roter Drache (2002).
In der Stephen-King-Verfilmung Die Langoliers trat er 1995 in der Rolle des Don Gaffney auf. Ab dem Jahr 2002 war Faison in der Fernsehserie The Wire als Ervin H. Burrell, dem Leiter der Polizei von Baltimore, zu sehen. Von 2013 bis 2016 stellte er in der Fernsehserie Banshee – Small Town. Big Secrets. den Sugar Bates dar. In zwei Episoden der Netflix-Comicserie Marvel’s Luke Cage war er als Henry ‘Pop’ Hunter sehen.
Aus Faisons 1988 geschlossener Ehe mit Jane Mandel gingen drei Kinder hervor.

## Filmografie (Auswahl)
- 1972: Great Performances – King Lear (Fernsehreihe)
- 1980: Permanent Vacation
- 1981: Ragtime
- 1982: Katzenmenschen (Cat People)
- 1982: Der verführte Mann (A Little Sex)
- 1982: Der Geisterflieger (Hanky Panky)
- 1983: Sessions (Fernsehfilm)
- 1984: C.H.U.D. – Panik in Manhattan (C.H.U.D.)
- 1984: Der Exterminator – 2. Teil (Exterminator 2)
- 1986: Geschenkt ist noch zu teuer (The Money Pit)
- 1986: Rhea M – Es begann ohne Warnung (Maximum Overdrive)
- 1986: Manhunter – Roter Drache (Manhunter)
- 1988: Der Prinz aus Zamunda (Coming to America)
- 1988: Mississippi Burning – Die Wurzel des Hasses (Mississippi Burning)
- 1989: Do the Right Thing
- 1990: Common Ground (Fernsehfilm)
- 1990–1991: Alles total normal – Die Bilderbuchfamilie (True Colors, Fernsehserie, 35 Episoden)
- 1991: Das Schweigen der Lämmer (The Silence of the Lambs)
- 1991: Stadt der Hoffnung (City of Hope)
- 1992: Freejack – Geisel der Zukunft (Freejack)
- 1993: Sommersby
- 1993: Money for Nothing
- 1994: Tödliche Fantasien (The Spider and the Fly, Fernsehfilm)
- 1994: I Love Trouble – Nichts als Ärger (I Love Trouble)
- 1995: Familien-Bande (Roommates)
- 1995: Heading Home
- 1995: Die Langoliers (The Langoliers)
- 1996: Eine Familie zum Kotzen (The Stupids)
- 1996: Schatten der Schuld (Mother Night)
- 1996: Albino Alligator
- 1996: Tödliche Verschwörung (The Rich Man’s Wife)
- 1997: In letzter Konsequenz (Julian Po)
- 1998: Prey – Gefährliche Spezies (Prey, Fernsehserie, 14 Episoden)
- 1998: Jung, weiblich, gnadenlos (Jaded)
- 1999: Die Thomas Crown Affäre (The Thomas Crown Affair)
- 1999: A Little Inside
- 1999: Oxygen
- 2000: Ein heißer Coup (Where the Money Is)
- 2001: The Sleepy Time Gal
- 2001: Hannibal
- 2001: Einmal Himmel und zurück (Down to Earth)
- 2001: Thirteen Conversations About One Thing
- 2001: Nenn’ mich einfach Nikolaus (Call Me Claus, Fernsehfilm)
- 2002: Showtime
- 2002: Roter Drache (Red Dragon)
- 2002–2006, 2008: The Wire (Fernsehserie, 47 Episoden)
- 2003: Gods and Generals
- 2003: Highwaymen
- 2004: America Brown
- 2004: White Chicks
- 2004: Messengers
- 2004: The Cookout
- 2004: Crutch
- 2004: Reine Chefsache (In Good Company)
- 2006: Premium
- 2007: My Blueberry Nights
- 2008: Meet the Browns
- 2008: Nick und Norah – Soundtrack einer Nacht (Nick and Norah’s Infinite Playlist)
- 2009: Brief Interviews with Hideous Men
- 2009: Adam – Eine Geschichte über zwei Fremde. Einer etwas merkwürdiger als der Andere. (Adam)
- 2009: Splinterheads
- 2009: Mitternachtszirkus – Willkommen in der Welt der Vampire (Cirque du Freak: The Vampire’s Assistant)
- 2009: For Sale by Owner
- 2009: Breaking Point
- 2009–2012: Liebe, Lüge, Leidenschaft (One Life to Live, Fernsehserie, 25 Episoden)
- 2009, 2013, 2018, 2020: Grey’s Anatomy (Fernsehserie, 4 Episoden)
- 2010–2015: Good Wife (The Good Wife, Fernsehserie, 4 Episoden)
- 2011: Mayor Cupcake
- 2011: The Cookout 2 (Fernsehfilm)
- 2012: Cowgirls ’n Angels – Ein himmlisches Pferdeabenteuer (Cowgirls ’n Angels)
- 2013–2016: Banshee – Small Town. Big Secrets. (Banshee, Fernsehserie, 38 Episoden)
- 2013: Tio Papi
- 2014: Clipped Wings, They Do Fly
- 2014: Assumption of Risk
- 2014: Away from Here
- 2016: Smoke Filled Lungs
- 2016: Marvel’s Luke Cage (Fernsehserie, 2 Episoden)
- 2017: An Actor Prepares
- 2017: The Sounding
- 2017: Der Fall Jesus (The Case for Christ)
- 2017: My Other Home
- 2018: Hawaii Five-0 (Fernsehserie, Episode 8x19)
- 2019: The Village (Fernsehserie, 10 Episoden)
- 2019: The Killing of Kenneth Chamberlain
- 2020: The Grudge
- 2020: I’m Your Woman
- 2020: The Expanse (Fernsehserie, eine Episode)
- 2021: Bull (Fernsehserie, eine Episode)
- 2022: Till – Kampf um die Wahrheit (Till)
- 2022: The Rookie (Fernsehserie, 2 Episoden)
- 2022–2023: The Rookie: Feds (Fernsehserie)
- 2023: Hello Tomorrow! (Fernsehserie, 4 Episoden)

## Theater (Auswahl)
- 1972: The Corner (Joseph Papp Public Theater/Susan Stein Shiva Theater)
- 1973: As You Like It (Delacorte Theater)
- 1973: King Lear (Delacorte Theater)
- 1974: Nowhere to Run, Nowhere to Hide (St. Mark’s Playhouse)
- 1974: The Last Days of British Honduras (Joseph Papp Public Theater/Susan Stein Shiva Theater)
- 1974–1975: Of Mice and Men (Brooks Atkinson Theatre)
- 1976: Livin’ Fat (St. Mark’s Playhouse)
- 1977: The Great Macdaddy (Lucille Lortel Theatre)
- 1978: Black Body Blues (St. Mark’s Playhouse)
- 1979: Coriolanus (Joseph Papp Public Theater/Anspacher Theater)
- 1984: District Line (Theatre Four)
- 1987–1988: Fences (46th Street Theatre)
- 1989: The Forbidden City (Joseph Papp Public Theater/LuEsther Hall)
- 1992: Before it Hits Home (Joseph Papp Public Theater/LuEsther Hall)
- 1993: Playland (New York City Center-Stage II)
- 1994–1995: The Shadow Box (Circle in the Square Theatre)
- 1996: Getting Away With Murder (Broadhurst Theatre)
- 2006: Two Trains Running (Peter Norton Space)
- 2013: Water By The Spoonful (Second Stage Theatre)

## Auszeichnungen
Gotham Award
- 2021: Auszeichnung als Bester Darsteller (The Killing of Kenneth Chamberlain)[2]